# Memento Mori (álbum de Sahg)
Memento Mori es el quinto álbum de estudio de la banda de hard rock noruega Sahg, publicado oficialmente el 23 de septiembre de 2016, bajo el sello discográfico noruego Indie Recordings.
Fue realizado un vídeo musical para la canción "Black Unicorn" (tercer sencillo del álbum), dirigido por Benjamin Langeland de Flimmer Film AS.

## Contexto
La fecha de lanzamiento del álbum coincidió con el cumpleaños número 39 de Olav Iversen (líder de Sahg), un aspecto que es simbólico para el título. Iversen explica:

Memento Mori fue una de varias opciones que teníamos anotadas por un largo tiempo. Pero entonces Lemmy (Kilmister) murió. Y (David) Bowie murió. Y, de repente, todos estos iconos del rock desaparecieron, uno por uno. Las personas que han dejado su huella en la historia y nos han influenciado musicalmente desde la infancia. Eso hizo una gran impresión en el plano personal, y comenzó un proceso de duelo que influyó en la realización del álbum. De repente era muy claro cuál sería el título del álbum. "No olvide que debe morir". Incluso las leyendas inmortales como Bowie y Lemmy no viven para siempre.

## Lista de canciones
Todas las canciones escritas por Olav Iversen, excepto donde se indica. Toda la música compuesta por Sahg.

Todas las letras escritas por Olav Iversen, except where noted.
| N.º | Título                          | Escritor(es)              | Duración |  |
| 1.  | «Black Unicorn»                 |                           | 6:26     |  |
| 2.  | «Devilspeed»                    | Iversen / Vetaas          | 3:55     |  |
| 3.  | «Take It to the Grave»          | Iversen / Walaunet        | 5:59     |  |
| 4.  | «Silence the Machines»          |                           | 4:48     |  |
| 5.  | «Sanctimony»                    | Iversen / Walaunet        | 7:29     |  |
| 6.  | «(Praise the) Electric Sun»     |                           | 3:37     |  |
| 7.  | «Travellers of Space and Light» |                           | 5:20     |  |
| 8.  | «Blood of Oceans»               | Iversen / Vetaas / Selvik | 6:57     |  |

## Personal

### Sahg
- Olav Iversen - Voz principal, Guitarra
- Tony Vetaas - Bajo, voz
- Mads Lilletvedt - Batería
- Ole Walaunet - Guitarra

### Músicos invitados
- Einar Selvik - Coros, Percusión (Addicional) (pista 8)
- Iver Sandøy - Coros
- Torbjørn Schei - Coros

### Producción e ingeniería
- Robert Høyem - Arte de cubierta, diseño
- Iver Sandøy - Producción
- Grabado en Duper Studio & Solslottet Studio.
- Mezclado y masterizado en Solslottet Studio.